# 840
Năm 840 là một năm trong lịch Julius.

## Sinh
- Tào Sơn Bản Tịch

## Mất
- Đường Văn Tông